# إختطاف طائرة (مسلسل تلفزيونى)
إختطاف طائرة (بالإنجليزية: Hijack)‏ هو مسلسل قصير من سبع حلقات من إنتاج جورج كاي وجيم فيلد سميث، وبطولة إدريس إلبا. تم عرضه لأول مرة في 28 يونيو 2023 على أبل تي في +.

## طاقم التمثيل
- إدريس إلبا بدور سام نيلسون، مفاوض أعمال الشركات.
- نيل ماسكيل في دور ستيوارت أتيرتون / جيرالد تايلور، زعيم الخاطفين.
- كريستين آدامز في دور مارشا سميث-نيلسون، زوجة سام المنفصلة، أستاذة الفيزياء.
- ماكس بيسلي في دور المفتش دانيال أوفاريل، صديق مارشا الحالي، ضابط شرطة.
- بين مايلز في دور الكابتن روبن ألين، طيار رحلة طيران المملكة 29.